# Cerro de Casa
Cerro de Casa è un comune (corregimiento) della Repubblica di Panama situato nel distretto di Las Palmas, provincia di Veraguas. Si estende su una superficie di 91,5 km² e conta una popolazione di 2.343 abitanti (censimento 2010).